# Rey (Star Wars)
Pour les articles homonymes, voir Rey.
Personnage de fiction apparaissant dans
Star Wars.
Rey est un personnage de fiction de l'univers Star Wars. Lors de sa première apparition, dans Star Wars, épisode VII : Le Réveil de la Force (2015), où elle tient le rôle principal, elle est une jeune pilleuse d'épaves solitaire vivant sur la planète Jakku où elle a été abandonnée enfant. Rey attend le retour de ses parents, qu'elle ne connaît pas. Elle rencontre le droïde BB-8, le stormtrooper en fuite Finn, puis Han Solo, Chewbacca et le pilote Poe Dameron, et rejoint rapidement les rangs de la Résistance qui lutte contre le Premier Ordre, sous les ordres de la générale Leia Organa. Rey se découvre sensible à la Force, qu'elle se met progressivement à contrôler, d'où le titre du film. À la fin de celui-ci, elle affronte et domine le maléfique Kylo Ren, puis retrouve Luke Skywalker. 
Dans l'épisode suivant, Les Derniers Jedi, elle avance sur le chemin qui doit l'amener à devenir chevalier Jedi, par l'intermédiaire des leçons données par Luke, dans ses paroles aussi, celui-ci affirmant à la fin du film qu'il n'est pas le dernier Jedi, et dans sa confrontation indirecte et directe avec Kylo Ren, qui devient pour sa part le nouveau Leader Suprême du Premier Ordre. Rey sauve les derniers éléments de la Résistance à la fin de cet épisode, dégageant pour eux un important éboulement de rochers en utilisant la Force, alors qu'ils sont pourchassés et coincés au fond d'une mine. Dans cette deuxième partie de la trilogie, la question de ses origines familiales est évacuée par des propos de Kylo Ren : ses parents sont « juste des moins que rien, des ferrailleurs qui ont vendu leur fille pour un peu d'argent ». La raison pour laquelle la Force est si puissante en elle reste donc inconnue. 
Dans L'Ascension de Skywalker, Rey apprend que son grand-père paternel est l'empereur Sheev Palpatine / Dark Sidious. De peur de passer du côté obscur, elle pense à fuir le combat mais affronte finalement l’Empereur qui affirme que « tous les Sith » vivent en lui alors que « tous les Jedi » vivent en elle. Grâce à la Force qu'ils lui procurent, Rey tue Palpatine avant de succomber à ses blessures. Elle est ensuite ramenée à la vie par Ben Solo qui choisit une rédemption de noblesse en échangeant sa vie contre la sienne par le pouvoir qui permet de partager sa vitalité avec autrui. Au dernier acte du film, la Jedi décide alors de prendre le nom de famille « Skywalker » et devient Rey Skywalker.
Rey est interprétée par l'actrice britannique Daisy Ridley.

## Apparitions

### Rebels(2018)
Dans la saison 4, Ezra Bridger se rend dans une dimension où il est possible d'accéder à n'importe quel endroit et à n'importe quel instant grâce à des portails. Il y entend alors des voix du passé, du présent et du futur, notamment celle de Rey.

### Épisode VII:Le Réveil de la Force(2015)
Rey est une jeune pilleuse d'épaves de 19 ans sans famille qui vit sur Jakku, abandonnée enfant sur cette planète désertique. Elle parcourt les carcasses de vaisseaux spatiaux de guerre pour y trouver des pièces qu'elle revend ensuite, et habite dans une épave de TB-TT. Elle tombe un jour sur un droïde en fuite, BB-8 en ignorant qu'il contient la carte qui permet de retrouver Luke Skywalker, le dernier Jedi en vie, qui se cache sur une planète reculée. Rey fait ensuite la connaissance de Finn, un Stormtrooper du Premier Ordre qui a déserté, au moment où la planète est attaquée par les troupes du Premier Ordre menées par Kylo Ren.

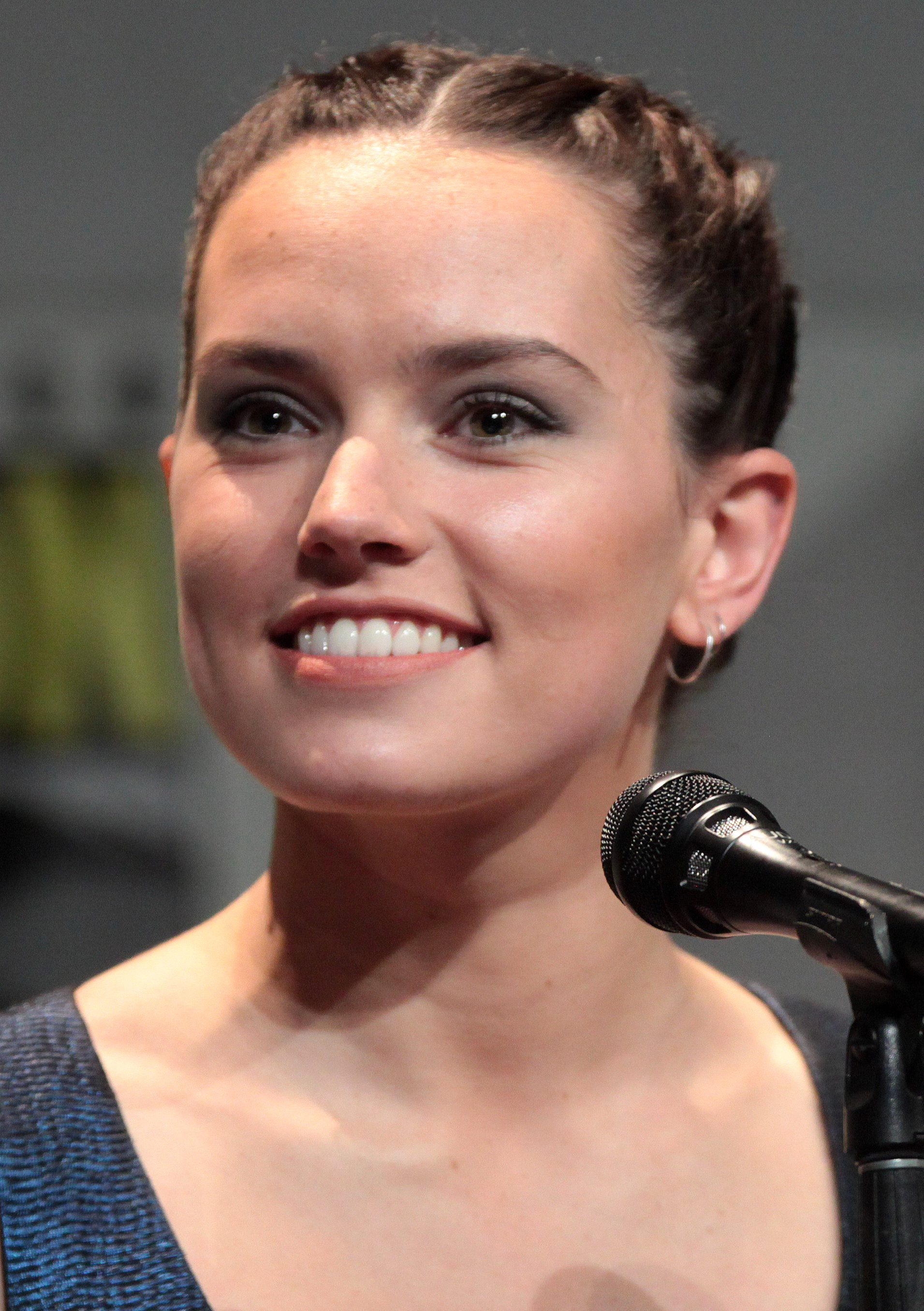
Daisy Ridley, interprète du personnage, en 2015.

Rey et Finn parviennent à s'échapper à bord d'un vieux vaisseau qui se trouve être le Faucon Millenium. Une fois dans l'espace, le Faucon est happé par un vaisseau plus gros, mené par les contrebandiers Han Solo et Chewbacca. Ces derniers recherchaient le Faucon depuis plusieurs années après qu'il leur a été volé. Ils se rendent sur la planète Takodana afin de retrouver Maz Kanata qui pourrait les aider à découvrir le repaire de la Résistance, à qui ils veulent remettre la carte. Attirée dans les sous-sols du château de Maz Kanata par la Force à laquelle elle est sensible, Rey met la main sur le sabre laser d'Anakin Skywalker, devenu celui de son fils Luke (et perdu sur la planète Bespin lors de l'épisode V) ; le sabre caché dans un coffre par Maz provoque en Rey une série de terrifiantes visions. Maz Kanata apparaît alors, et semble être parfaitement au courant de qui est Rey et de ce qu'est son destin (c'est-à-dire, à ce stade du film, bien plus que la jeune héroïne elle-même), mais ce qu'elle explique à Rey la remplit d'effroi. Elle lui parle de la Force, lui explique que ce sabre laser l'a « appelée », lui demande de le prendre. Mais Rey, terrorisée, refuse carrément et s'enfuit dans la forêt. 
Le Premier Ordre attaque Takodana. Maz Kanata donne le sabre à Finn pour qu'il combatte, Kylo Ren rattrape Rey dans la forêt et la capture. Il l'emmène sur la planète-arme Starkiller pour lui soutirer des informations sur la carte. Rey, entravée sur un siège métallique, découvre le visage de Kylo Ren qui retire son casque, puis résiste à ses pouvoirs. Prenant conscience des siens, elle oblige ensuite par manipulation mentale un Stormtrooper à la libérer, puis l'incite à abandonner son arme qu'elle récupère avant de s'échapper. Han Solo, Finn et Chewbacca arrivent sur Starkiller dans le but de neutraliser le bouclier qui la protège afin de laisser le champ libre aux X-Wings de la Résistance devant le détruire. Rey, Finn et Chewbacca assistent impuissants au meurtre de Han Solo par son propre fils et celui de Leia Organa. Ben devenu Kylo Ren est passé du côté obscur de la Force sous les ordres du suprême leader Snoke.
Alors que la planète Starkiller est sur le point d'être détruite, Kylo Ren affronte Rey et Finn qui fuyaient dans la forêt enneigée en direction du Faucon Millenium. Kylo Ren assomme Rey en la projetant contre un arbre avec la Force, puis met rapidement Finn hors de combat, blessant gravement ce dernier qui lâche le fameux sabre laser dans la neige à plusieurs mètres d'eux. Lorsque le personnage maléfique tente de le récupérer avec la Force, il a la surprise de voir Rey, qui a repris connaissance, l'utiliser elle aussi, pour s'emparer de l'arme. S'ensuit un combat dans lequel Rey, dans un premier temps acculée, finit par puiser dans la Force pour prendre le dessus, laissant Kylo Ren sévèrement blessé au moment où le sol s'ouvre sous leurs pieds. Finn toujours inconscient et Rey sont récupérés par Chewbacca à bord du Faucon Millenium et ramenés sur la base principale de la Résistance dirigée par la générale Leia Organa.
Connaissant désormais, grâce aux actions conjuguées de BB-8 et de R2-D2, l'emplacement de la planète où se trouve Luke Skywalker, Rey s'y rend avec Chewbacca et R2-D2. La jeune héroïne retrouve ainsi Luke, seul en haut d'une montagne sur une île perdue d'une planète océanique. Elle lui tend son sabre laser, celui-là même qui appartenait à son père Anakin Skywalker. Selon le scénario fourni par Disney à l'occasion des Writers Guild of America Awards, la planète où se pose Rey se nomme Ahch-To.
À ce stade de la troisième trilogie, on ignore ses origines familiales, d'où elle tient ses pouvoirs et les raisons pour lesquelles elle se met si rapidement à utiliser et à contrôler la Force.

### Épisode VIII:Les Derniers Jedi(2017)
Rey rend le sabre laser de son père à Luke qui ne l'accepte pas et s'enferme dans une hutte. Avec l'aide de Chewbacca, Rey entre dans la hutte et livre le message de Leia, lui demandant de revenir dans la lutte contre le Premier Ordre. Malgré la nouvelle de la mort de Han et la montée en puissance de Kylo Ren, le Maître Jedi rejette l'appel à l'aide de sa sœur et entend rester sur la planète. Rey le suit pendant plusieurs jours jusqu'à ce qu'il accepte de revenir, découvrant son quotidien dans le premier Temple des Jedi. Ce rituel se poursuit jusqu'à ce qu'un jour, alors qu'elle s'apprête à suivre Luke, elle ressent un appel par la Force. Suivant l'appel jusqu'à un vieil arbre, elle découvre des anciens livres à l'intérieur.
Luke arrive alors et lui demande qui elle est, ayant remarqué sa forte connexion avec la Force. Il lui explique que l'arbre et son sanctuaire furent construits par les premiers Jedi et qu'ils contenaient encore leurs textes fondateurs, le dernier vestige avec Luke de leurs croyances. Quand il répète sa demande sur l'identité de Rey et qu'elle lui répète que la Résistance l'a envoyée, il refuse de l'accepter et lui demande la vraie raison de sa présence sur Ahch-To. Rey admet alors qu'elle a toujours su que "quelque chose" résidait en elle et que cette chose vient de se réveiller, qu'elle l'effraie et qu'elle a besoin d'aide pour savoir comment s'en servir. Luke refuse cependant de l'aider, insistant qu'il ne formera jamais plus de Jedi et que son seul objectif maintenant était de rester sur Ahch-To jusqu'à sa mort, emportant la légende des Jedi et leur héritage avec lui. Cependant, une rencontre avec R2-D2 convainc Luke de changer d'avis, au moins sur le fait de former Rey : il accepte de lui donner trois leçons, mais promet également de lui apprendre pourquoi les Jedi doivent s'éteindre. Le lendemain, il commence sa formation en l'amenant sur un promontoire regardant la mer de Ahch-To pour lui révéler la véritable nature de la Force. Rey réussit à s'ouvrir à la Force, ressentant l'intégralité de l'univers : la vie comme la mort, la violence comme la paix, l'équilibre entre toutes choses et la Force qui les unit tous. Rey ressent cependant autre chose : une obscurité présente dans une caverne se trouvant sur la même île. Malgré les avertissements de Luke, Rey se dirige vers l'obscurité et ses pouvoirs se révèlent de façon destructrice. Une fois sortie de sa transe, Luke exprime ses inquiétudes qu'elle n'a même pas tenté de résister à l'obscurité et qu'il existe un vide en elle que celle-ci pourrait combler. Luke poursuit néanmoins sa formation avec sa deuxième leçon : pourquoi les Jedi doivent prendre fin. Il lui explique que c'était l'arrogance des Jedi qui avait permis à Dark Sidious de renverser la République et fonder l'Empire, et qu'un Maître Jedi avait été responsable de l'échec d'Anakin Skywalker. Rey lui rétorque que c'était également un Jedi qui avait vu le conflit qui existait encore en Vador et qui lui avait permis de revenir. Luke se lamente sur le fait qu'il soit devenu une légende avec toutes les attentes qui viennent avec. Il révèle aussi à Rey la source de son échec, son incapacité à empêcher son neveu de basculer du côté obscur, le massacre des apprentis qu'il avait tenté de former et la défection de ceux qui ont suivi Ben dans sa fuite. Rey refuse d'accepter que c'était l'échec de Luke mais plutôt celui de Kylo Ren et demande à Luke de l'aider à trouver sa place dans la galaxie.
Pendant son temps sur Ahch-To, Rey entre en contact télépathique avec Kylo Ren, qui se trouve à bord du vaisseau amiral du Premier Ordre. Tous deux, confus au début, se rendent enfin compte qu'une connexion psychique les unit. Initialement hostiles l'un envers l'autre, ils finissent par former un lien intime et sincère. Kylo révèle à Rey ce qui s'est passé la nuit où les Jedi ont été massacrés : ayant ressenti l'obscurité en son neveu, Luke avait tenté de le tuer. Il encourage également Rey à répondre à l'appel de l'obscurité qu'elle a ressenti sur l'île et Rey y reçoit une vision où elle espère voir ses parents, mais la vision ne lui montre que son propre reflet. Déçus par Luke, Rey et Kylo forcent leur connexion en se touchant la main. Cet événement leur donne à chacun une vision de l'avenir de l'autre, mais ils sont surpris par Luke. De colère et de peur, il détruit la hutte dans laquelle Rey et Kylo communiquaient. Une bataille de Force et d'armes s'engagent entre les deux. Rey demande à savoir la vérité sur Kylo et le rôle de Luke dans sa chute. Repoussé et forcé au sol par Rey, Luke admet que, l'espace d'un instant, il avait pensé que tuer Ben alors qu'il succombait à l'influence de Snoke pourrait épargner à la galaxie une répétition des erreurs de Vador, mais avant qu'il ne puisse ranger son sabre, Ben s'était réveillé et avait deviné l'intention de son oncle. Quand Luke se réveilla, son Temple était en ruines et ses élèves morts. Rey insiste, disant qu'elle a perçu un conflit en Kylo Ren, tout comme Luke avait jadis perçu un conflit en Vador, et que leur dernier espoir était sûrement que Ben revienne du côté obscur. Malgré l'avertissement de Luke affirmant que l'histoire ne se répéterait pas, Rey quitte Ahch-To pour retrouver Kylo Ren, en qui elle place ses nouveaux espoirs. Arrivée sur le vaisseau amiral de la flotte du Premier Ordre, Rey est faite prisonnière par Kylo Ren qui l'amène devant Snoke. Ce dernier demande à son apprenti de l'exécuter, mais le fils de Leia Organa et de Han Solo décide au contraire d'user de la Force pour faire discrètement pivoter le sabre laser posé sur l'accoudoir de Snoke, de l'allumer, de le transpercer et de le couper en trois. Kylo Ren et Rey s'allient ensuite pour combattre et annihiler la garde rouge de Snoke.
Kylo Ren propose ensuite à Rey de le rejoindre du côté obscur de la Force pour en finir avec les Sith et les Jedi et établir un nouvel ordre ; il lui explique qu'il sait, et qu'elle sait également, que ses parents, qu'elle n'a cessé de rechercher, n'ont aucune importance, qu'ils sont « des moins que rien », juste des ferrailleurs qui ont vendu leur fille pour un peu d'argent et sont morts misérablement, enterrés dans une fosse commune sur Jakku. Mais Rey rejette vigoureusement la proposition de Kylo et lui demande de rejoindre le bon côté de la Force et la Résistance. Aucun ne cédant, un duel de Force s'ensuit au cours duquel le sabre laser de Luke est coupé en deux. Rey s'échappe, laissant Kylo inconscient au sol. Quand ce dernier reprend connaissance en présence de Hux, il lui signifie brutalement qu'il est désormais le Leader Suprême.
Ayant rejoint Chewbacca sur le Faucon Millenium, Rey participe ensuite à la bataille qui oppose les éléments restants de la Résistance aux troupes du Premier Ordre sur la planète minière où ils se sont réfugiés. Elle les aide à s'extraire de la mine en dégageant un éboulement de rochers avec l'aide de la Force. Luke Skywalker apparaît alors et fait face à Kylo Ren en lui expliquant qu'il n'est pas le dernier Jedi. Mais Luke projette en fait son image depuis la planète Ahch-To, et cet effort intense le voit mourir d'épuisement. Les survivants de la Rébellion évacuent dans le Faucon à bord duquel Rey dit à Leia Organa que la Résistance est réduite en miettes et que l'espoir est mort. La générale lui signifie au contraire qu'ils ont tout ce qu'il faut pour renaître de leurs cendres et pour continuer la lutte.

### Épisode IX:L'Ascension de Skywalker(2019)
Rey, tiraillée par son combat intérieur de quête d'identité, accompagne les membres restants de la Résistance dans leur dernière bataille. Elle développe de nouveaux pouvoirs qu'elle apprend à contrôler grâce à de rudes entraînements orchestrés par la générale Leia Organa, qui va d'ailleurs s'éteindre en sauvant Rey un peu plus tard dans le film lors d'un combat au sabre laser contre Kylo Ren. Durant ce combat, la jeune Jedi transperce le corps de Kylo. Ne voulant pas sa mort, elle le soigne grâce à la Force. Peu après, le vaincu réalise d'ailleurs que seul le côté lumineux de la Force est sa destinée. Il jette son sabre de Sith et rejoint Rey. 
Prête à tout pour connaître ses origines, elle découvre avec effroi qu'elle n'est autre que la petite fille du si redouté Empereur Palpatine (Dark Sidious). Celui-ci va tout faire pour que la jeune fille tombe du côté obscur de la Force et prenne le contrôle de la Galaxie en devenant Impératrice à sa place lors d'une rencontre sur une planète Sith nommée Exegol. Rey, prête à accepter son destin pour sauver ses amis en péril étant en train de mener un violent combat dans l'atmosphère de cette planète, s'oppose cependant à Palpatine puisqu'elle a senti la présence de Ben Solo. Ensemble, après une lutte acharnée, ils arrivent à vaincre Palpatine, tué par Rey avec l'aide de la Force procurée par « tous les Jedi », et qui a retourné la foudre que lui envoyait Dark Sidious contre ce dernier, grâce aux sabres laser de Luke Skywalker et de Leia Organa qu'elle utilise en croix. Très faible, elle tombe par terre et se laisse emporter par la mort. Ben, lui aussi affaibli mais vivant, se traîne vers elle, se sacrifie et donne le peu de Force qu'il lui reste pour redonner la vie à Rey. Il meurt après un baiser d'adieu qui met au jour les sentiments amoureux entre les deux personnages. La Jedi, terriblement affectée par la mort de Ben, est récupérée par la Résistance, sortie vainqueur de ce combat galactique très violent grâce à l'aide de milliers de vaisseaux alliés. 
Lors de la dernière scène du film, Rey se rend sur Tatooine, la planète où a grandi Luke Skywalker. Près de la maison d'enfance du maître Jedi, où elle enterre les sabres laser de Luke et Leia avant de brandir celui qu'elle s'est fabriquée à partir de son bâton de combat et qui brille d'une lame d'un blanc doré, elle rencontre une femme âgée qui lui demande son nom. C'est en apercevant au loin les fantômes souriants de Luke et Leia que la Jedi Rey choisit le nom Skywalker par respect pour ses maîtres et pour renier définitivement sa véritable identité.

## Armes
- Elle porte brièvement dans l'épisode VII un fusil blaster F-11D du Premier Ordre.
- Bâton métallique dont l'une des extrémités servira à la conception de son sabre laser personnel.
- Pistolet blaster NN-14 transmis par Han Solo dans l'épisode VII.
- Sabres lasers:
  - Elle utilisera tout au long des trois films le sabre laser à lame bleue d'Anakin Skywalker puis affronte Palpatine avec le sabre, à lame bleue également, de Leia Organa. Dans l'épisode IX, elle enterre ces deux sabres et brandit le sien à lame jaune.

## Vaisseaux
Dans les épisodes VII à IX, Rey pilote et copilote principalement le Faucon Millenium. Durant l'épisode IX, elle pilote le chasseur TIE de Kylo Ren afin de s'extraire de l'épave de la seconde Étoile de la mort, puis quitte la planète Ach-To avec le X-Wing T-65BR de Luke Skywalker pour se rendre sur le monde Sith caché et oublié d'Exégol.
Elle pilote également, dans l'épisode VII, son speeder personnel sur Jakku et un speeder volé sur Pasaana dans l'épisode IX.